# 栗田国彦
栗田 国彦（くりた くにひこ、1904年3月25日 - 1981年）は昭和時代日本の作曲家、教育者。静岡大学教育学部教授。

## 来歴
1904年（明治37年）、静岡県磐田郡山香村（現在の浜松市天竜区）に生まれる。静岡師範学校を経て東京音楽学校第四臨時教員養成所で沢崎定之、下総皖一、貫名美名彦らの師事を仰ぐ。愛知県の知多郡立高等女学校教諭を経て愛媛師範学校教諭となり、1938年（昭和13年）11月に愛媛県庁が提唱した「国民精神作興週間」の一環として初代「愛媛県民歌」を作曲する。1944年（昭和19年）、静岡第一師範学校教諭兼教授。1949年（昭和24年）の新制静岡大学発足に伴い助教授となり、附属幼稚園長を経て1960年（昭和35年）より教授に至る。
1981年（昭和56年）没。享年77。

## 作品
- 愛媛県民歌（初代、作詞者不詳）[5]
- 静岡東ロータリーの歌（作詞：坂本豊美）[6]

### 校歌・園歌
- 旧静岡県立二俣高等学校校歌（作詞：二橋次男）
- 浜松市立水窪中学校校歌（作詞：関戸亀次）[7]
- 富士市立須津小学校校歌（作詞：南信一）[8]
- 島田市立金谷小学校校歌（作詞：南信一）[9]
- しずだいふぞくようちえんえんか（作詞：南信一）[10]